# Chupacabra (kryptid)
 For alternative betydninger, se Chupacabra. (Se også artikler, som begynder med Chupacabra)
Chupacabra (også chupacabraer /tʃupa'kabɾas/, fra spansk chupar: at suge, cabra: ged; gedesuger) er et kryptid, som hævdes at leve i dele af Amerika. Den er især forbundet med Puerto Rico, hvor den først blev rapporteret set, samt i Mexico og USA, især blandt de latinamerikanske befolkningsgrupper. Navnet oversættes ordret fra spansk som "gedesuger". Det skyldes, at skabningen angiveligt har angrebet husdyr og drukket deres blod – især geder. Beskrivelsen af kryptidets  udseende varierer. Øjenvidneberetninger kendes fra så tidligt som 1990 i Puerto Rico – og den har siden været set så langt nordpå som Maine og så langt sydpå som Chile. De fleste videnskabsfolk og andre eksperter regner chupacabraen for at være et fabeldyr. Den menes at være på størrelse med en lille bjørn med takker langs rygsøjlen fra halsen til halen.
Chupacabraer bliver også nogle steder beskrevet som store, ulvelignende væsener med lange tænder og til tider med vinger.
De beskrives også få gange som store firben med lange tænder, lange klør og pigge langs ryggen.
I Texas fandt man et dødt dyr, der blev anset for at være en Chupacabra. Efter en DNA-analyse blev det afgjort, at væsenet var en hårløs prærieulv, Canis latrans.
 chupacabraen blev første gang "set" i 1905, hvor en mand i Texas vågnede en morgen og gik ud til sine høns. Han opdagede da, at nogen eller noget havde dræbt og suget hans høns tør for blod. Senere er chupacabraen blevet et af verdens mysterier ligesom Loch Ness-uhyret, Bigfoot og andre utrolige væsner. 
Videnskabsmænd mener dog imidlertid, at dette væsen blot er en hybrid af en hund eller en ulv og et andet dyr. Denne krydsning skulle have fremavlet dette blodsugende dyr, som folk mener har dræbt og suget blod fra deres dyr.